# Divine Worship: The Missal
Divine Worship: The Missal ist seit 2015 das Messbuch für die drei römisch-katholischen Personalordinariate Unsere Liebe Frau von Walsingham, Kathedra Petri und Unsere Liebe Frau vom Kreuz des Südens. Es basiert auf anglikanischen liturgischen Texten und Riten aus fünf Jahrhunderten sowie auf dem aktuellen Römischen Messbuch. Die Sprache ist „Prayer Book English“, dem ein besonderer poetischer Wert zugeschrieben wird.

## Geschichte
Seit den 1970er Jahren strebten konversionswillige Anglikaner die Bewahrung ihrer besonderen liturgischen Tradition in der vollen Gemeinschaft der römisch-katholischen Kirche an. Papst Johannes Paul II. ermöglichte mit der Pastoral Provision 1980 die Gründung von Personalgemeinden des Anglican Use, Papst Benedikt XVI. schuf mit Anglicanorum coetibus 2009 die Grundlage für die in den folgenden Jahren errichteten drei Personalordinariate.
Das Messbuch, eine „seelsorgliche Variante des römischen Ritus“, wurde seit 2010 von der päpstlichen Kommission Anglicanae traditiones aus Beauftragten der Kongregation für die Glaubenslehre und der Kongregation für den Gottesdienst und die Sakramentenordnung erarbeitet und mit dem ersten Adventssonntag, dem 29. November 2015, in Geltung gesetzt.

## Eigenart
Divine Worship: The Missal sowie das schon früher approbierte Rituale Divine Worship – Occasional Services begründen keinen eigenen Ritus innerhalb der katholischen Kirche, wie es bei den katholischen Ostkirchen der Fall ist. Sie nehmen vielmehr auf, was in der anglikanischen Gottesdiensttradition, die sich aus der lateinischen katholischen Liturgie entwickelt hat, an sprachlich und geistlich Wertvollem gewachsen ist, und scheiden alles „Protestantische“ in Lehre und Vollzug aus.
Die Sprache behält viele Archaismen bei, die weder in der gültigen englischen Übersetzung des römischen Messbuchs noch in modernen anglikanischen Liturgiebüchern verwendet werden, insbesondere die Gottesanrede mit Thou und Thine. Die Gebetsrichtung des Priesters ist, wie in der anglikanischen High Church und in der  Außerordentlichen Form des Römischen Ritus, „mit dem Rücken zum Volk“; es gibt keinen „Volksaltar“.